# Гюссінг
Гюссінг (нім. Güssing) або Неметуйвар (угор. Németújvár) — місто, окружний центр в Австрії, у федеральній землі Бургенланд. Споконвічно слугував цитаделлю угорського магнатського роду Баттьяні.
Входить до складу однойменного округу. Населення становить 3811 чоловік (станом на 31 грудня 2005 року). Займає площу 49,31 км². Сьогодні Гюссінг, важливий адміністративний центр на півдні Бургенланд. Відповідний округ (місто та околиці) налічує близько 27 000 жителів.
Повчальним є приклад міста Гюссінг у справі розробки та реалізації місцевої політики сталого енергетичного розвитку, яка вивела місцеву громаду на шлях достатку та процвітання.
Близько 15 років тому федеральна земля Бургенланд була одним з найбільш бідних і найменш розвиненим регіоном Австрії. У свою чергу, містечко Гюссінг було одним з найбідніших на території землі Бургенланд.
Тим не менше, місто Гюссінг зуміло стати першою спільнотою в Європейському Союзі, у якому всі без винятку споживані енергоресурси (електрика, опалення, охолодження, паливо для автомобілів) виробляються за рахунок відновлюваних джерел в межах регіону, і домогтися економічного процвітання. Щоб оцінити грандіозність цього досягнення слід повернутися до 1988 року, коли Гюссінг був одним з найбідніших районів в Австрії. У той час, місцева громада цілком залежала від сільського господарства. Щоб вижити фермери регіону вирощували і продавали кукурудзу, олію та натуральні волокна. Головна і єдина історична пам'ятка, що могла бути приваблива туристам, був замок 12-го століття, побудований угорським дворянином. В силу несприятливого географічного розташування у місті не було великих торгових або промислових підприємств, як могли б забезпечувати роботою населення. Вся округа не мала ніякої транспортної інфраструктури (ні залізниці, ні шосе). Результат такого стану — шалений дефіцит робочих місць у Гюссінгу. 70 % населення жило із щотижневих поїздок на працю до Відня. Спостерігався високий рівень міграції в інші регіони. У той час щорічний сукупний платіж громади за споживану енергію становив 6 млн Євро (у цінах на енергоносії 1992 року) і виглядав непідйомним тягарем для мешканців.
«Реформатори» у місцевій владі, які прагнули поліпшити ситуацію, усвідомили, що значний відтік капіталу з регіону відбувається за рахунок придбання енергії для потреб міста з-за меж регіону та й обсяги споживання енергії у домогосподарствах та фермерських господарствах були далекі від стандартів енергоефективності. У число таких видів енергії, які доводилося доправляти у місто здаля входили: нафтопродукти, електроенергія, газ. У той же час, місцеві енергоресурси у вигляді 45 % відходів лісогосподарств не використовуються. З огляду на це, «реформатори» запропонували: 1) суттєво скоротити споживання енергії і 2) відмовитися від викопного палива і започаткувати власне виробництво енергії, з наступним продажем енергії для своїх городян (клієнтів). У такий спосіб можна було б 6 млн Євро виплат за спожиту «привозну» енергію залишити у місті.
На початку 1990-х років, була розроблена і запроваджена місцева енергетична політика, яка ґрунтувалася на значному скороченні потреб в енергії та повній відмові від використання викопних видів палива. Мета цієї політики полягала в тому, щоб перевести, на першому етапі, місто Гюссінг, а згодом і всю округу на поновлювані джерела енергії, наявні у регіоні. З приходом до влади у 1992 році нового мера міста, Пітера Вадаша, цей процес прискорився. Особливо це стало помітно, коли мер попросив Рейнхарда Коха, молодого інженера-електрика і уродженця міста Гюссінг, подати його міркування про те, як місто могло б отримати вигоду зі своїх скромних природних ресурсів, тобто, від лісу та від землі. На той момент Рейнхард Кох, щойно залишив університетську лаву і не бажав розділити батрацьку долю багатьох місцевих жителів, які регулярно подорожували на роботу до Відня і назад. Першим кроком на шляху радикальних змін у місцевій енергетиці стало розпорядження мера про те, що всі громадські будівлі у місті повинні припинити використовувати викопне паливо.
В результаті енергоефективної модернізації будівель в місті Гюссінг витрати на придбання енергії у них були зменшені майже на 50 %!!! Далі, була побудована котельня на дровах, яка забезпечила теплом 27 будинків. Потім, була побудована промислова лінія переробки насіння ріпаку в автомобільне паливо. У 1998 році Кох і Вадаш були присутні на презентації вченого з Відня Германа Хофбауера, яка стосувалася технології виробництва альтернативного палива з деревини, яку він щойно розробив. Вони попросили доктора Германа Хофбауера та Технічний університет міста Відня, у якому він працював, розробити пілотний проект для міста Гюссінг щодо застосування на практиці нової технології, що включала: 1) газифікацію деревної щепи у паливо в умовах високих температур, 2) використання видобутого біогазу у газопоршневому двигуні фірми Йенбахер (Jenbacher) для виробництва електроенергії та тепла (як «побічного продукту» спалювання біогазу). Це тепло потім було використане для отримання теплої води в системи централізованого теплопостачання. ККД такого агрегату (за умови використання тепла) становить 82-85 %.
З того часу дослідження і розробки у місті Гюссінг та їх практичне впровадження пішли далеко вперед. Сьогодні місто Гюссінг є власником цілої низки інноваційних технологій, інженерних рішень і патентів. У місті працює команда висококваліфікованих місцевих фахівців та приїжджих науковців.
Проект з поновлюваних джерел енергії, який успішно стартував у місті Гюссінг, був поширений на весь регіон. Відтак, зараз на території округу Гюссінг вже існує 27 децентралізованих малих електричних станцій, що працюють на відновлюваній енергії. Сьогодні дохід міської громади від продажу «зеленої» становить близько 14 млн Євро на рік. Частина цих доходів інвестується назад в проекти з енергоефективності та в освоєння нових поновлюваних джерел енергії.
Які наслідки ініціатива міста Гюссінг мала для регіону? Спеціальна довгострокова програма сприяння створенню екологічно-орієнтованих підприємств у федеральній землі Бургенланд дозволила заснувати понад 50 нових підприємств та організацій, які безпосередньо або опосередковано спричинилися до створення понад 1000 робочих місць у Гюссінгу. Бізнес середовище у місті Гюссінг стало привабливим для виробництв, які характеризуються відносно високим споживанням енергії, таких як виробництво паркету або сушіння деревини листяних порід. Справжньою родзинкою у місцевому бізнесі став завод Blue Chip Energy — перший високоефективний виробник сонячних батарей в Австрії. Це спільне підприємство, яке було засноване спільно з компанією Solon AG, обрало Гюссінг для розташування виробничих потужностей в основному тому, що тільки тут вони змогли забезпечити завод екологічно чистою енергією, яка на 100 % походить з поновлюваних джерел.
Місто усвідомлено та відповідально використовує свої відновлювані ресурси. Воно дбає і доглядає навколишні ліси, щоб бути впевненим у тому, що містяни матимуть добрий запас поновлюваних джерел енергії у майбутньому. До цього варто додати, що місто в даний час використовує менше половини річного приросту деревини в навколишніх лісах для того, щоб забезпечувати паливом свої електростанції. Таким чином, міська влада не вирізає ліс бездумно і переробляє в енергію усю другосортну деревину та відходи деревообробки.
У процесі створення моделі міста — автономного у питаннях задоволення своїх потреб в енергії, Гюссінг став власником величезної кількості фірмових технологій і патентів, з різних галузей знань, таких як фотоелектрика, біомаса, тощо. Крім того, містом був накопичений великий досвід у питаннях аналізу, підготовки та реалізації подібних проектів. Тож тепер цей досвід передається іншим місцевим громадам, охочих піти тим самим шляхом підвищення енергоефективності та створення відновлюваних джерел енергії на своїх територіях.
Гюссінг сьогодні користується воістину міжнародної популярністю. З огляду на це була навіть створена спеціальна компанія ECRE Güssing International AG, що працює в сфері інформації, завданням якої є представлення напрацювань міста Гюссінг на міжнародному рівні (сайт цієї компанії — www.ecreag.com)

## Політична ситуація
Бургомістр — Петер Фадасц (АНП) за результатами виборів 2007 року.
Рада представників комуни (нім. Gemeinderat) має 25 місць:
- АНП — 15 місць.
- СДПА — 10 місць.

## Відомі люди
- Юлія Дуймовіц — сноубордистка, олімпійська чемпіонка.

## Виноски
- Офіційна сторінка(нім.)